# Bocquillonia rhomboidea
Bocquillonia rhomboidea là một loài thực vật có hoa trong họ Đại kích. Loài này được (Schltr.) Airy Shaw mô tả khoa học đầu tiên năm 1972.